# Archives de l'État à Louvain

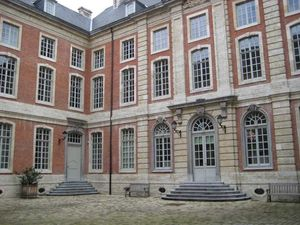
Bâtiment des Archives de l'État à Louvain, dans la Vaarstraat.

Les Archives de l’État à Louvain (Belgique) sont l’un des 20 dépôts des Archives de l'État en Belgique. Ce dépôt se trouve à Louvain en province du Brabant flamand.
Les Archives de l’État sont présentes à Louvain depuis 2001, à la suite de la scission de la province de Brabant en 1995. Elles occupent le sous-sol et le rez-de-chaussée du Collège Villers, un superbe bâtiment classé situé à la Vaarstraat (non loin de la gare et de la grand-place). Initialement refuge de l’abbaye de Villers-la-Ville (en Brabant wallon), le bâtiment a été totalement reconstruit dans le style rococo au XVIIIe siècle et rénové entre 1991 et 2001. Il peut accueillir jusqu'à 50 kilomètres d'archives.

## Qu’y trouve-t-on?
Les Archives de l'État à Louvain conservent près de 8 kilomètres d’archives émanant du territoire du Brabant flamand.
Étudiants, chercheurs, passionnés de généalogie ou d’histoire peuvent consulter aux Archives de l’État à Louvain, dans la limite du caractère privé de certaines données, une grande gamme de documents :
- Les archives des institutions publiques locales et régionales de l'Ancien Régime : chambre des tonlieux de Louvain, Tirlemont et Vilvorde, seigneuries d'Attenrode-Wever et Rhode-Saint-Pierre, échevinages, guildes, chambre pupillaire de Louvain, etc.
- Les archives des services extérieurs de l'État.
- Les archives des pouvoirs publics régionaux.
- Les archives de différentes communes.
- Les minutes, répertoires et tables des notaires J. De Wint (Overijse, 1681-1726), F.Abrassart (Sint-Martens-Lennik, 1830-1879), J.Adriaenssens (Steenhuffel, 1763-1786), etc.
- Les registres paroissiaux.
- Les registres de l'état civil.
- Les archives ecclésiastiques du Brabant flamand : Collège des Jésuites de Louvain, Hal, béguinage de Zoutleeuw, etc.
- Les archives culturelles : archives des cinémas Casino, Flora et Patria à Diest, etc.
- Les archives de familles ayant joué un rôle important dans la vie sociale.
- Les archives d'entreprises : brasseries Artois, Van Tilt Zusters, Breda, Belle-Vue et Sint-Antonius, architecte Stas (Tirlemont), etc.
- Les microfilms.
- etc.

## Salle de lecture numérique
Depuis août 2009, les registres paroissiaux et registres d’état civil de tout le pays ont été progressivement numérisés et mis à disposition du public dans les 19 salles de lecture des Archives de l’État, dont celle de Louvain.
Depuis janvier 2013, plus de 27 000 registres paroissiaux et un nombre sans cesse croissant de registres d’état civil de moins de 100 ans sont également disponibles gratuitement sur le site internet des Archives de l’État.
D’autres types de documents sont, par ailleurs, consultables depuis la salle de lecture numérique ou le site internet des Archives de l’État : 6 000 photos de la Première Guerre mondiale, des milliers de cartes et plans, les procès-verbaux du Conseil des Ministres (1918-1979), l'annuaire statistique de la Belgique (et du Congo belge) depuis 1870, 3 820 000 moulages de sceaux, etc.